# Em dic Sam
 Em dic Sam (títol original: I am Sam) és una pel·lícula estatunidenca dirigida per Jessie Nelson, estrenada el 2001. Ha estat doblada al català El personatge de Lucy Diamond Dawson de tres anys és interpretat per la germana petita de l'actriu, Elle Fanning. Sean Penn desitjava a l'estrena que la banda original de la pel·lícula fos composta de cançons dels Beatles, però quan els productors van intentar comprar els drets, Michael Jackson, que els posseïa, en demanava 300.000 dòlars per peça, o sigui 4,5 milions de dòlars pel conjunt. Jutjant l'import excessivament elevat, van demanar a diferents artistes com Rufus Wainwright, The Black Crowes, Grandaddy, Sarah McLachlan, Ben Harper, Nick Cave. o Sheryl Crow, de reinterpretar les diferents peces guardant el mateix tempo que els d'origen. El personatge de «Lucy» és anomenat així per la cançó Lucy in the Sky With Diamonds, dels Beatles.

## Argument
Sam Dawson, que té l'edat mental d'un nen de set anys, viu envoltat d'un grup d'amics que s'ajuden mútuament. Té per accident una filla, Lucy Diamond, amb una de les seves relacions, que desapareix de la seva vida. Sam educa llavors la seva filla tan bé com pot. Però quan arriba als set anys, comprèn que el seu pare és diferent dels altres, i els diu als a amics que criden els serveis socials que li retiren llavors a Sam.
Decidit a tot per recuperar la custòdia de la seva filla, Sam es posa en contacte amb Rita, advocada, que per impressionar les seves relacions decideix ocupar-se de l'assumpte pro bono. Al final, Rita farà de la custòdia de Lucy un assumpte personal.

## Repartiment
- Sean Penn: Sam Dawson
- Michelle Pfeiffer: Rita Harrison
- Dakota Fanning: Lucy Diamond Dawson
- Elle Fanning: Lucy Diamond Dawson (Bebè)
- Dianne Wiest: Annie Cassell
- Loretta Devine: Margaret Calgrove
- Richard Schiff: Mr Turner
- Laura Dern: Randy Carpenter
- Brad Silverman: Brad
- Joseph Rosenberg: Joe
- Stanley DeSantis: Robert
- Doug Hutchison: Ifty
- Rosalind Chao: Lily
- Ken Jenkins: Jutge Philip McNeily
- Wendy Phillips: La Srta. Wright
- Mason Lucero: Conner Rhodes

## Premis i nominacions
Premis
- 2002: Critics' Choice Awards a la millor jove actriu per a Dakota Fanning
- 2002: Golden Satellite Awards categoria Jove talent per a Dakota Fanning

Nominacions
- 2002: Oscar al millor actor per Sean Penn
- 2003: Grammy al millor àlbum de banda sonora escrita per pel·lícula, televisió o altre mitjà visual